# Anthony Nwakaeme
Anthony Nwakaeme, né le 21 mars 1989 à Lagos, est un footballeur international nigérian, évoluant au poste d'attaquant au Trabzonspor.

## Biographie

### Carrière
Nwakaeme est formé au club danois du Vejle BK pendant trois ans, de 2006 à 2009, sans obtenir de contrat professionnel.
C'est en 2010 qu'il signe son premier contrat à l'Universitatea Cluj, club roumain. Lors de la saison 2010-2011, Nwakaeme est prêté à l'Arieşul Turda. Il joue son premier match professionnel le 2 octobre 2010 en étant titularisé contre le FC UTA Arad en deuxième division roumaine. Une semaine plus tard, Nwakaeme inscrit son premier but contre le FC Argeș Pitești (victoire 2-0). Il marque cinq buts en huit matchs avant de revenir à Cluj.
Le joueur ne parvient pas à réellement s'imposer à Cluj malgre ses sept buts lors de la saison 2011-2012. Signant au FC Petrolul Ploiești en 2012, Nwakaeme ne joue que quatre rencontres et revient à Cluj l'année suivante. Il dispute dix matchs pour deux buts et six passes délivrées puis s'engage à l'Hapoël Raanana pour la saison 2013-2014.
En Israël, Nwakaeme s'acclimate lentement au championnat local et ses statistiques ne sont pas en sa faveur avec respectivement six et sept buts lors de ses deux saisons au club.
Sa signature à l'Hapoël Beer-Sheva en 2015 est un tremplin pour sa carrière. Rejoignant l'un des meilleurs clubs du pays, il remporte le championnat trois d'affilée et s'installe comme un attaquant efficace avec une dizaine de buts à chaque saison. Nwakaeme marque trente-cinq buts en championnat en trois saisons à l'Hapöel. Il découvre de plus la compétition européenne qui lui permet d'engranger de l'expérience.
Ses résultats lui ouvrent la porte de la sélection. Le 10 novembre 2017, Nwakaeme honore sa première sélection avec l'équipe du Nigeria en étant titularisé contre l'Algérie (1-1).
En août 2018, Nwakaeme signe au club turc du Trabzonspor. L'ailier nigérian s'adapte rapidement à ce nouveau championnat plus compétitif que les précédents. Il marque à dix reprises et délivre autant de passes décisives.

### Vie privée
Nwakaeme est le frère cadet du footballeur professionnel Dickson Nwakaeme.

## Statistiques

### Statistiques détaillées
| Saison                | Club                  | Championnat           | Championnat | Championnat | Championnat | Coupe nationale | Coupe nationale | Coupe nationale | Coupe de la Ligue | Coupe de la Ligue | Coupe de la Ligue | Supercoupe | Supercoupe | Supercoupe | Compétition(s) continentale(s) | Compétition(s) continentale(s) | Compétition(s) continentale(s) | Compétition(s) continentale(s) | Nigeria | Nigeria | Nigeria | Total | Total | Total |
| Saison                | Club                  | Division              | M.          | B.          | P.d.        | M.              | B.              | P.d.            | M.                | B.                | P.d.              | M.         | B.         | P.d.       | Comp.                          | M.                             | B.                             | P.d.                           | M.      | B.      | P.d.    | M.    | B.    | P.d.  |
| 2010-2011             | Arieşul Turda (prêt)  | D2                    | 6           | 1           | 2           | -               | -               | -               | -                 | -                 | -                 | -          | -          | -          | -                              | -                              | -                              | -                              | -       | -       | -       | 6     | 1     | 2     |
| 2010-2011             | Universitatea Cluj    | D1                    | 9           | 1           | 1           | -               | -               | -               | -                 | -                 | -                 | -          | -          | -          | -                              | -                              | -                              | -                              | -       | -       | -       | 9     | 1     | 1     |
| 2011-2012             | Universitatea Cluj    | D1                    | 28          | 7           | 4           | 1               | 0               | 0               | -                 | -                 | -                 | -          | -          | -          | -                              | -                              | -                              | -                              | -       | -       | -       | 29    | 7     | 4     |
| 2012-2013             | FC Petrolul Ploiești  | D1                    | 3           | 0           | 0           | -               | -               | -               | -                 | -                 | -                 | -          | -          | -          | -                              | -                              | -                              | -                              | -       | -       | -       | 3     | 0     | 0     |
| 2012-2013             | Universitatea Cluj    | D1                    | 10          | 2           | 2           | -               | -               | -               | -                 | -                 | -                 | -          | -          | -          | -                              | -                              | -                              | -                              | -       | -       | -       | 10    | 2     | 2     |
| Sous-total            | Sous-total            | Sous-total            | 56          | 11          | 9           | 1               | 0               | 0               | -                 | -                 | -                 | -          | -          | -          | -                              | -                              | -                              | -                              | -       | -       | -       | 57    | 11    | 9     |
| 2013-2014             | Hapoël Raanana        | D1                    | 30          | 6           | 6           | -               | -               | -               | -                 | -                 | -                 | -          | -          | -          | -                              | -                              | -                              | -                              | -       | -       | -       | 30    | 6     | 6     |
| 2014-2015             | Hapoël Raanana        | D1                    | 25          | 7           | 3           | -               | -               | -               | -                 | -                 | -                 | -          | -          | -          | -                              | -                              | -                              | -                              | -       | -       | -       | 25    | 7     | 3     |
| Sous-total            | Sous-total            | Sous-total            | 55          | 13          | 9           | -               | -               | -               | -                 | -                 | -                 | -          | -          | -          | -                              | -                              | -                              | -                              | -       | -       | -       | 55    | 13    | 9     |
| 2015-2016             | Hapoël Beer-Sheva     | D1                    | 34          | 11          | 6           | 2               | 1               | 0               | -                 | -                 | -                 | -          | -          | -          | C3                             | 2                              | 0                              | 0                              | -       | -       | -       | 38    | 12    | 6     |
| 2016-2017             | Hapoël Beer-Sheva     | D1                    | 33          | 14          | 10          | 1               | 0               | 0               | -                 | -                 | -                 | 1          | 1          | 1          | C1+C3                          | 6+7                            | 0+2                            | 1+0                            | -       | -       | -       | 48    | 17    | 12    |
| 2017-2018             | Hapoël Beer-Sheva     | D1                    | 28          | 10          | 7           | 3               | 1               | 1               | -                 | -                 | -                 | 1          | 1          | 0          | C1+C3                          | 6+5                            | 4+1                            | 3+0                            | 1       | 0       | 0       | 44    | 17    | 11    |
| 2018-2019             | Hapoël Beer-Sheva     | D1                    | -           | -           | -           | -               | -               | -               | -                 | -                 | -                 | 1          | 0          | 0          | C1+C3                          | 2+2                            | 1                              | 0+1                            | -       | -       | -       | 5     | 1     | 1     |
| Sous-total            | Sous-total            | Sous-total            | 95          | 35          | 23          | 6               | 2               | 1               | -                 | -                 | -                 | 3          | 2          | 1          | -                              | 30                             | 8                              | 5                              | 1       | 0       | 0       | 135   | 47    | 30    |
| 2018-2019             | Trabzonspor           | D1                    | 27          | 10          | 10          | 4               | 1               | 1               | -                 | -                 | -                 | -          | -          | -          | -                              | -                              | -                              | -                              | -       | -       | -       | 31    | 11    | 11    |
| 2019-2020             | Trabzonspor           | D1                    | 29          | 11          | 9           | 6               | 2               | 1               | -                 | -                 | -                 | -          | -          | -          | C3                             | 8                              | 1                              | 1                              | -       | -       | -       | 43    | 14    | 11    |
| 2020-2021             | Trabzonspor           | D1                    | 34          | 7           | 7           | -               | -               | -               | -                 | -                 | -                 | 1          | 0          | 0          | -                              | -                              | -                              | -                              | -       | -       | -       | 35    | 7     | 7     |
| 2021-2022             | Trabzonspor           | D1                    | 28          | 11          | 10          | 2               | 1               | 1               | -                 | -                 | -                 | -          | -          | -          | C4                             | 4                              | 1                              | 0                              | -       | -       | -       | 34    | 13    | 11    |
| Sous-total            | Sous-total            | Sous-total            | 118         | 39          | 36          | 12              | 4               | 3               | -                 | -                 | -                 | 1          | 0          | 0          | -                              | 12                             | 2                              | 1                              | -       | -       | -       | 143   | 45    | 40    |
| Total sur la carrière | Total sur la carrière | Total sur la carrière | 326         | 98          | 77          | 17              | 5               | 3               | -                 | -                 | -                 | 4          | 2          | 1          | -                              | 42                             | 10                             | 6                              | 1       | 0       | 0       | 390   | 115   | 87    |

### Liste des matchs internationaux
|     | Date             | Lieu                                        | Adversaire | Résultat | Compétition                       | Notes                                                     |
| --- | ---------------- | ------------------------------------------- | ---------- | -------- | --------------------------------- | --------------------------------------------------------- |
| 1re | 10 novembre 2017 | Stade Chahid-Hamlaoui, Constantine, Algérie | Algérie    | 1-1      | Éliminatoires Coupe du monde 2018 | Titulaire et remplacé par Henry Onyekuru à la 71e minute. |

## Palmarès
Hapoël Beer-Sheva
- Israeli Premier League (3)
  - Vainqueur en 2016, 2017 et 2018
- Supercoupe d'Israël (2)
  - Vainqueur en 2016 et 2017
- Toto Cup (1)
  - Vainqueur en 2017

 Trabzonspor
- Championnat de Turquie (1)
  - Champion en 2022
- Coupe de Turquie (1)
  - Vainqueur en 2020
  - Finaliste en 2025